# Faule
Faule est une commune italienne de la province de Coni dans la région Piémont en Italie.

## Culture

### L'Église de saint-blaise

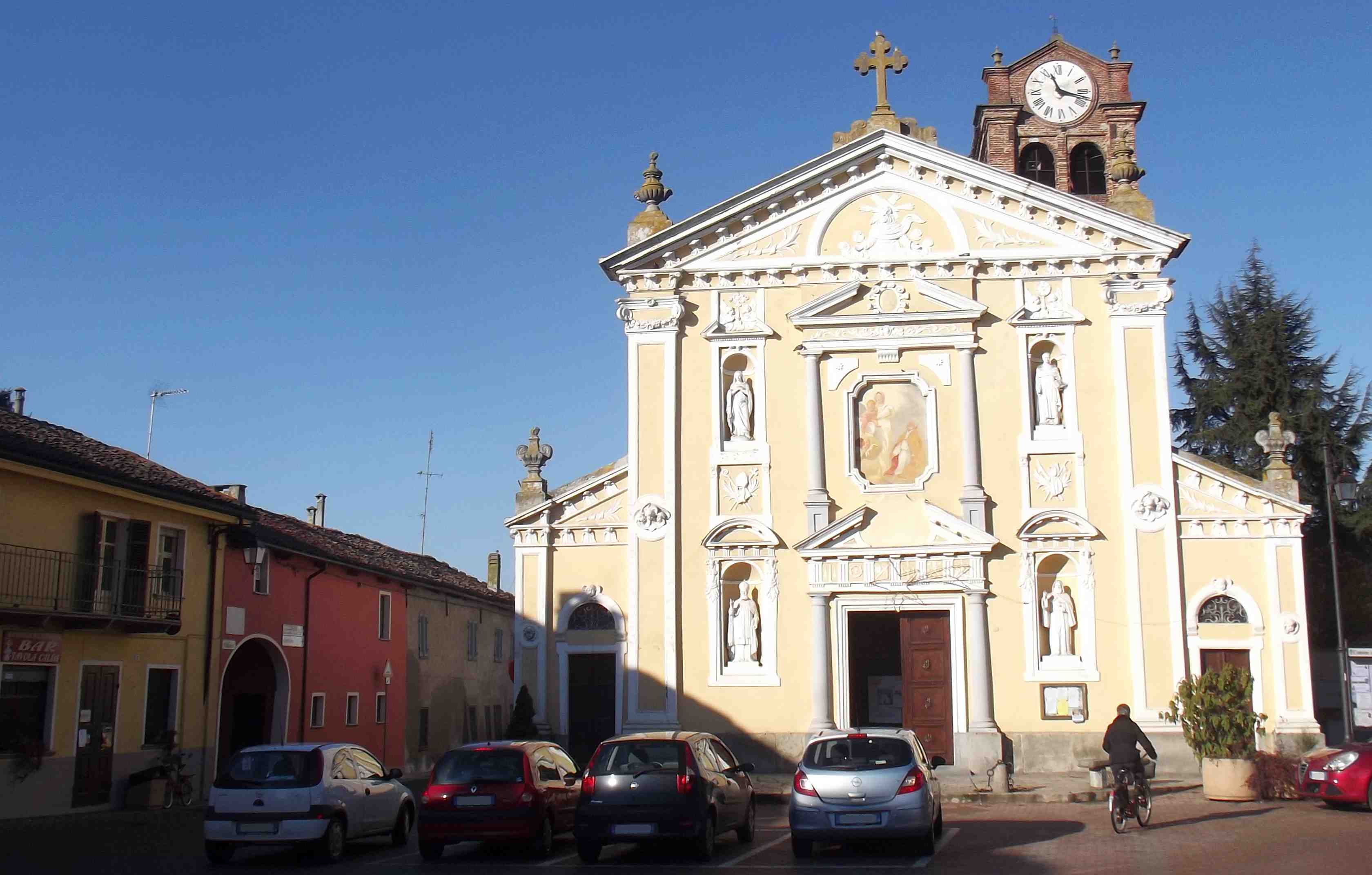
L'Église de saint-blaise

L'Église de saint-blaise se trouve sur la place principale.

### Le sanctuaire de la madone du lac

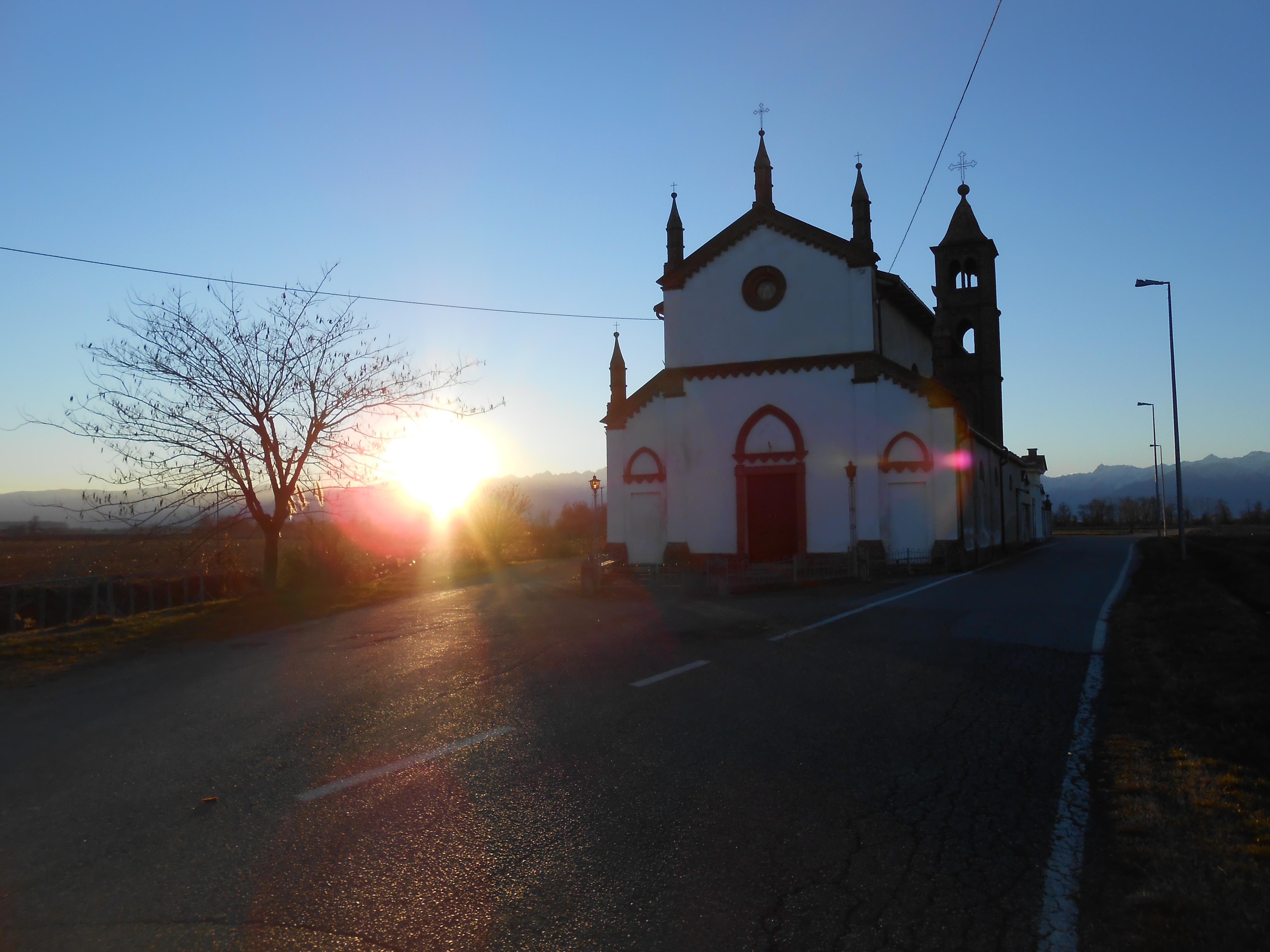
An piemontais s'appelle "la madona del lac"

Le sanctuaire se trouve à la campagne

## Fêtes, foires
La deuxième dimanche d'octobre.

## Administration
Le Maire de Faule est Giuseppe Scarafia

### Hameaux
Faule a trois hameaux : La Cascina Motta (an piemontais:Mòta), La Cascina Cascinetta e Porto (an piemontais:Port)

### Communes limitrophes
Casalgrasso, Moretta, Pancalieri (Ville métropolitaine de Turin), Polonghera, Villafranca Piemonte (Ville métropolitaine de Turin)